# Anthrenus molitor
Anthrenus molitor is een keversoort uit de familie spektorren (Dermestidae). De wetenschappelijke naam van de soort werd in 1850 gepubliceerd door Charles Nicolas Aubé.